# Ajanedo
Ajanedo es una localidad del municipio cántabro de Miera, en España. Tenía en 2021 una población de 8 habitantes (INE). Se encuentra a 340 m s. n. m. y dista 2,2 kilómetros de La Cárcoba, capital municipal. En su término se encuentra la Cueva de El Salitre, Bien de Interés Cultural con categoría de zona arqueológica desde 1980, conteniendo una galería con unos ciento cincuenta metros de desarrollo, en cuyo interior se hallaron vestigios de ocupación entre el Auriñaciense y el Aziliense y pinturas del Solutrense.